# Merck Records
Merck Records (2000-2007) fue un sello discográfico especializado en música electrónica, especialmente IDM, radicado en Miami y gestionado por Gabe Koch.

## Material publicado
El catálogo del sello cubre varios estilos de música electrónica, aunque su sonido suele asociarse especialmente con la IDM, si bien también ha publicado hip hop o indie rock. Merck ha publicado 51 CD y 50 vinilos hata febrero de 2007, cuando cesó su actividad. En 2004 comenzó a operar su subsello Narita Records, con un enfoque más techno.

## Artistas

### Merck Records
- 40 Winks
- Adam Johnson
- Anders Ilar
- Aphilas
- Blamstrain
- Deceptikon
- Deru
- Esem
- Frank & Bill
- Helios
- Ilkae
- Kettel
- Kristuit Salu vs. Morris Nightingale (aka Jimmy Edgar)
- Lackluster
- Landau
- Lateduster
- Machinedrum
- Malcom Kipe
- md
- Mr. Projectile
- Quench
- Proem
- Proswell
- Royal Foxbridge
- Secede
- Sense
- Syndrone
- Tiki Obmar
- Tim Koch
- Temp Sound Solutions
- Travis Stewart
- Tycho

### Narita Records
- Anders Ilar
- Arctic Hospital
- Benjamin May
- Blamstrain
- Brothomstates
- Yard